# Земельное антифашистское вече народного освобождения Хорватии

Эмблема Земельного антифашистского веча народного освобождения Хорватии (ЗАВНОХ)

Земельное антифашистское вече народного освобождения Хорватии (хорв. Zemaljsko antifašističko vijeće narodnog oslobođenja Hrvatske), ЗАВНОХ, ZAVNOH — руководящий комитет антифашистского партизанского движения Хорватии в период Второй мировой войны.

## Предыстория
После оккупации Королевства Югославия нацистскими войсками и создания на территории Хорватии государства «Независимое государство Хорватия» в стране развернулось широкое партизанское антифашистское движение под руководством Иосипа Броз Тито. Первый хорватский партизанский отряд был создан в день нападения Германии на СССР 22 июня 1941 года под городом Сисак. В ноябре 1942 года состоялось первое заседание Антифашистского вече народного освобождения Югославии, в котором принимали участие представители хорватских антифашистских отрядов. Тогда же началась подготовка к созданию хорватского антифашистского вече.

## Создание и деятельность
Первое заседание ЗАВНОХ состоялось 13 июня 1943 года. Председателем вече был избран известный писатель Владимир Назор. Главная роль в создании ЗАВНОХ принадлежала активистам Крестьянской партии Хорватии и хорватским коммунистам. При этом 41 член ЗАВНОХ (37% от общего числа) был сербом по-национальности. Противниками партизанских отрядов в Хорватии кроме немецких и итальянских частей были усташи, осуществлявшие геноцид сербов, евреев и цыган, и сербские националистические отряды четников, осуществлявшие террор мирного населения.
Капитуляция Италии 8 июня 1943 года вызвала всеобщее восстание в Далмации, где партизаны постепенно взяли под контроль всё Адриатическое побережье. ЗАВНОХ отменило все договоры между усташами и Италией, по которым Италии передавалась значительная часть хорватской территории. Вторая сессия ЗАВНОХ состоялась в октябре 1943 года, третья сессия — в мае 1944 года. На третьей сессии ЗАВНОХ провозгласил себя высшим законодательным и исполнительным органом Хорватии. Одной из целей деятельности ЗАВНОХ было налаживание сербско-хорватских отношений, крайне обостренных из-за геноцида сербов хорватскими усташами. 14 октября 1943 года была принята резолюция о полном равноправии сербов и хорватов в Хорватии, подтвержденная и на третьей сессии ЗАВНОХ.
26 ноября — 5 декабря 1944 года отряды партизан вели тяжёлые бои против объединённых сил немцев и четников за Книн. С его падением завершилось освобождение Далмации.
Заключительное четвёртое заседание ЗАВНОХ состоялось 21 августа 1945 года. На нём Земельное антифашистское вече народного освобождения Хорватии было преобразовано в Народный парламент Хорватии, ставший национальным парламентом Социалистической Республики Хорватии, вошедшей в состав СФРЮ.

## ЗАВНОХ иКонституция Хорватии
В ныне действующей хорватской конституции есть ссылка на решения антифашистского Веча. В главе 1 Конституции, излагающей исторические основания права хорватского народа на независимое государство, среди прочего сказано следующее:
Идея национального государства, основанная на историческом праве хорватского народа на полный суверенитет, выражена в: 
... Создании основ государственного суверенитета в ходе Второй мировой войны, в соответствии с решениями Земельного антифашистского веча народного освобождения Хорватии (1943), как противовес провозглашению Независимого государства Хорватия (1941), а затем в Конституции Народной Республики Хорватии (1947) и всех последующих конституциях Социалистической Республики Хорватия (1963-1990)